# Karl Skalitzky

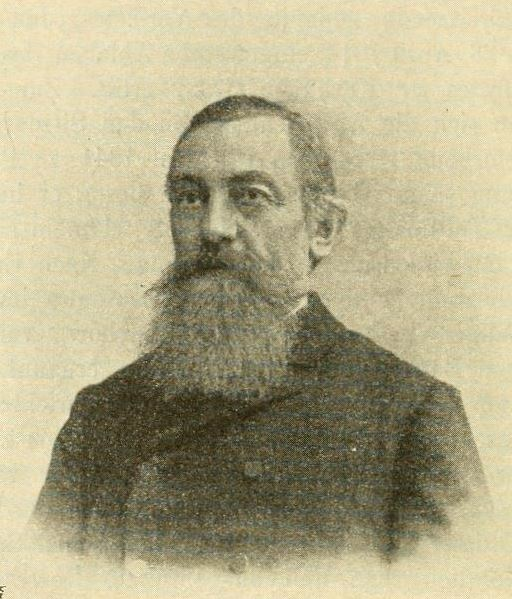
Karl Skalitzky (1841–1914)

Karl Skalitzky (* 17. April 1841 in Prag; † 23. April 1914 in Wien) war ein böhmischer Jurist und Entomologe.

## Leben und Wirken
Nach Beendigung des Gymnasiums besuchte Skalitzky im Jahr 1858 die Karl-Ferdinands-Universität. Hier studierte er Rechts- und Staatswissenschaften. Nachdem er dort mit Doktorgrad abging, begann er im königlich-kaiserlichen Bezirksamt von Smíchov eine Karriere als Richter. 1868 wurde er zum Bezirksamtsaktuar von Kolín ernannt. Es folgte 1870 der Wechsel nach Prag ans Landgericht. Hier arbeitete er zunächst als Ratssekretäradjunkt und Ratssekretär, bevor er 1880 zum Landesgerichtsrat befördert wurde. Es folgten zwei Jahre als Landesgerichtsrat in Jungbunzlau und die Rückkehr nach Prag. Im Jahr 1887 wurde er zum Oberlandesgerichtsrat des Prager Oberlandesgerichts ernannt, eine Position, die er bis 1896 innehatte. Er verließ Prag, als er zum Hofrat des Obersten Gerichts in Wien ernannt wurde. 1906 ging er in den Ruhestand und blieb in Wien bis zu seinem Tode.
In Prag entwickelte er sein Interesse für die Entomologie. Während seiner Karriere kommunizierte er mit namhaften Käferkundlern, wie Flaminio Baudi de Selve, Károly Branczik, Ernest Marie Louis Bedel (1849–1922), Jules Croissandeau (1843–1895), dem Naturalienhändler Damry (-1903), Jan Dembowski (1889–1963), Eduard Eppelsheim (1837–1896) und Friedrich Eppelsheim (1833–1899), Isaac Birger Ericson (1847–1921), Edouard Jacques Guillaume Everts (1849–1932), Mary Louis Fauconnet, Johannes K. E. Faust (1832–1903), Charles Adolphe Albert Fauvel (1840–1921), Karl Flach (1856–1920), Karl Adolph Fuß (1817–1874), Ludwig Ganglbauer (1856–1912), Franz Gatterer, Louis Gavoy, Julius Gerhardt, Bernardino Halbherr (1844–1934), Clemens Hampe (1837–1922), Jacques Hervé-Bazin (1882–1944), Henri Jekel (1816–1891), Ernst August Hellmuth von Kiesenwetter (1820–1880), Theodor Kirsch (1818–1889), Oscar König, Wilhelm Koltze (1839–1914), Gustav Kraatz (1831–1909), Charles Marquet (1820–1900), Ludwig Miller (1820–1897), Louis Pandellé (1824–1905), Paulino d’Oliveira (1837–1899), Édouard Perris (1808–1878), Odoardo Pirazzoli (1815–1884), Jean Baptiste Auguste Puton (1834–1913), Victor Pyot, Friedrich Otto Gustav Quedenfeldt (1817–1891), Edmund Reitter (1845–1920), Eugène Revelière, Wilhelm Gottlieb Rosenhauer (1813–1881), Reinhold Ferdinand Sahlberg (1813–1874), Friedrich Julius Schilsky (1848–1912), Wilhelm Scriba (1817–1898), Hippolyt Tschapek, Serafín de Uhagon y Vedia (1845–1904), Marcel de Vauloger de Beaupre (1862–1904), Erich Wasmann (1859–1931), Julius Weise (1844–1925) und viele mehr.

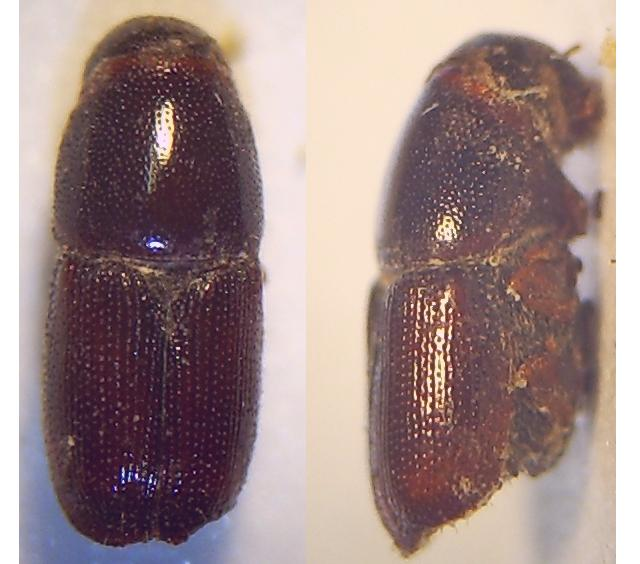
Scolytus kirschi

Insbesondere mit Eduard Eppelsheim stand er in engem Kontakt, da dieser mit Skalitzky das Forschungsinteresse an den Kurzflüglern teilte. Skalitzky genoss unter den Käferkundlern einen ausgezeichneten Ruf. Seine Funde und Entdeckungen und seine Sammlung fand reges Interesse in den entomologischen Gelehrtenkreisen. Es waren insbesondere seine Beiträge zur Fauna Böhmens, die ihm wissenschaftliche Beachtung einbrachten. So erforschte er die Umgebung von Prag, Brandeis an der Elbe und den Böhmerwald. Später sammelte er auch bei Hermannstadt, in der Umgebung um Wien, bei Windischgarsten, im Pragser Tal, bei Golling, Gmain und im Gasteinertal.
Durch sein außerordentliches Fachwissen entdeckte er viele interessante Funde. Er erkannte seine Lieblingskäfer aus den Gruppen Kurzflügler, Schwammkugelkäfer und Kolonistenkäfer meist schon beim Sammeln in ihrem natürlichen Habitat. Seine Publikationen hielten sich in Grenzen. Trotzdem war er 1876 der Erstbeschreiber der für die Wissenschaft neuen Rüsselkäferart Scolytus kirschii. Skalitzky galt als introvertierter Förderer und Gönner der Insektenkunde, ohne große Ambitionenen als wissenschaftlicher Autor.

## Dedikationsnamen
Franz Spaeth (1863–1946) nannte 1911 ihm zu Ehren eine Blattkäferart Discomorpha skalitzkyi (Syn: Oxynodera Skalitzkyi). Max Bernhauer (1866–1946) widmete ihm 1905 die Kurzflüglerart Parosus skalitzkyi. Lampropygus skalitzkyi Bernhauer, 1906 ist heute ein Synonym für die Kurzflüglerart Xanthopygus skalitzkyi (Bernhauer, 1906). Auch in der Kurzflüglerart Belonuchus skalitzkyi Bernhauer, 1906 findet sich sein Name. Ocyusida skalitzkyi Bernhauer, 1900 wird heute als Synonym für Oxypoda rufescens Kraatz, 1856 betrachtet.

## Publikationen (Auswahl)
- Scolytus kirschii nov. spec. In: Entomologische Monatsblätter. Band 1, 1876, S. 110 (biodiversitylibrary.org).
- Zwei neue europäische Staphylinenarten aus Portugal. In: Wiener entomologische Zeitung. Band 3, 1884, S. 97–99 (biodiversitylibrary.org).